# NGC 5386
NGC 5386 (другие обозначения — UGC 8890, MCG 1-36-10, ZWG 46.24, IRAS13558+0634, PGC 49719) — галактика в созвездии Дева.
Этот объект входит в число перечисленных в оригинальной редакции «Нового общего каталога».